# Macrozamia montana
Macrozamia montana K.D.Hill è una pianta appartenente alla famiglia delle Zamiaceae, endemica dell'Australia.

## Descrizione
È una cicade con fusto in prevalenza sotterraneo, con diametro di 25-45 cm.
Le foglie, pennate, lunghe 1-2 m, sono disposte a corona all'apice del fusto e sono rette da un picciolo lungo 6-15 cm; ogni foglia è composta da 35-70 paia di foglioline lanceolate, con margine intero e apice spinoso, lunghe mediamente 20-35 cm, di colore verde brillante.
È una specie dioica con esemplari maschili che presentano coni terminali fusiformi, lunghi 35-40 cm ed esemplari femminili con coni di forma ovoidale lunghi 25-35 cm.
I semi sono grossolanamente ovoidali, lunghi 33-42 mm, ricoperti da un tegumento di colore rosso.

## Distribuzione e habitat
La specie è diffusa in una ristretta area del Nuovo Galles del Sud nord-orientale (Australia).

## Conservazione
La IUCN Red List classifica M. montana come specie a rischio minimo (Least Concern).

La specie è inserita nella Appendice II della Convention on International Trade of Endangered Species (CITES).